# Slant (ruta)

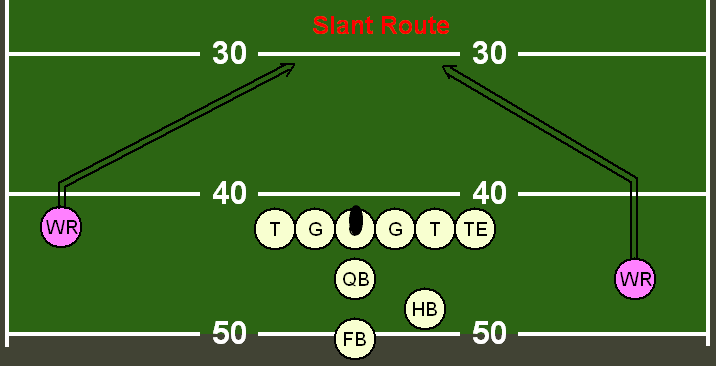
Esquema de una "ruta slant".

Una ruta slant es un patrón de fútbol americano, el cual es seguido por un receptor, donde el receptor corre hacia el campo contrario y hace un corte de aproximadamente 45° hacia el centro del campo de juego, dirigiéndose hacia el hueco que hay entre los linebackers y los linieros. Usualmente, el pase se usa cuando el cornerback o el nickelback están jugando lejos del receptor, así que es posible completar un pase rápido antes de que el defensivo tenga tiempo de intentar romper el pase. Este pase es usado es usado frecuentemente en el sistema West Coast, donde los pases rápidos y certeros son laclave. Esta ruta se usa principalmente en contra de las formaciones defensivas Cover 2. Usualmente el pase entre la marca del safety y el cornerback es la clave para completar un pase usando esta ruta.

## Fuente
- Esta obra contiene una traducción  derivada de «Slant (route)» de Wikipedia en inglés, publicada por sus editores bajo la Licencia de documentación libre de GNU y la Licencia Creative Commons Atribución-CompartirIgual 4.0 Internacional.

- Datos: Q7538666